# Dekanat Boston
Dekanat Boston – jeden z trzech dekanatów diecezji Nowej Anglii Kościoła Prawosławnego w Ameryce.
Na terytorium dekanatu znajdują się następujące parafie:
- Parafia Trójcy Świętej w Bostonie
- Parafia Narodzenia Matki Bożej w Chelsea
- Parafia Zwiastowania w Maynard
- Parafia św. Mikołaja w Salem
- Parafia Kazańskiej Ikony Matki Bożej w West Hyannisport
- Parafia Zaśnięcia Matki Bożej w Cumberland

Ponadto na terenie dekanatu działa placówka misyjna św. Marka z Efezu w Kingston.